# Cosmologie biblique

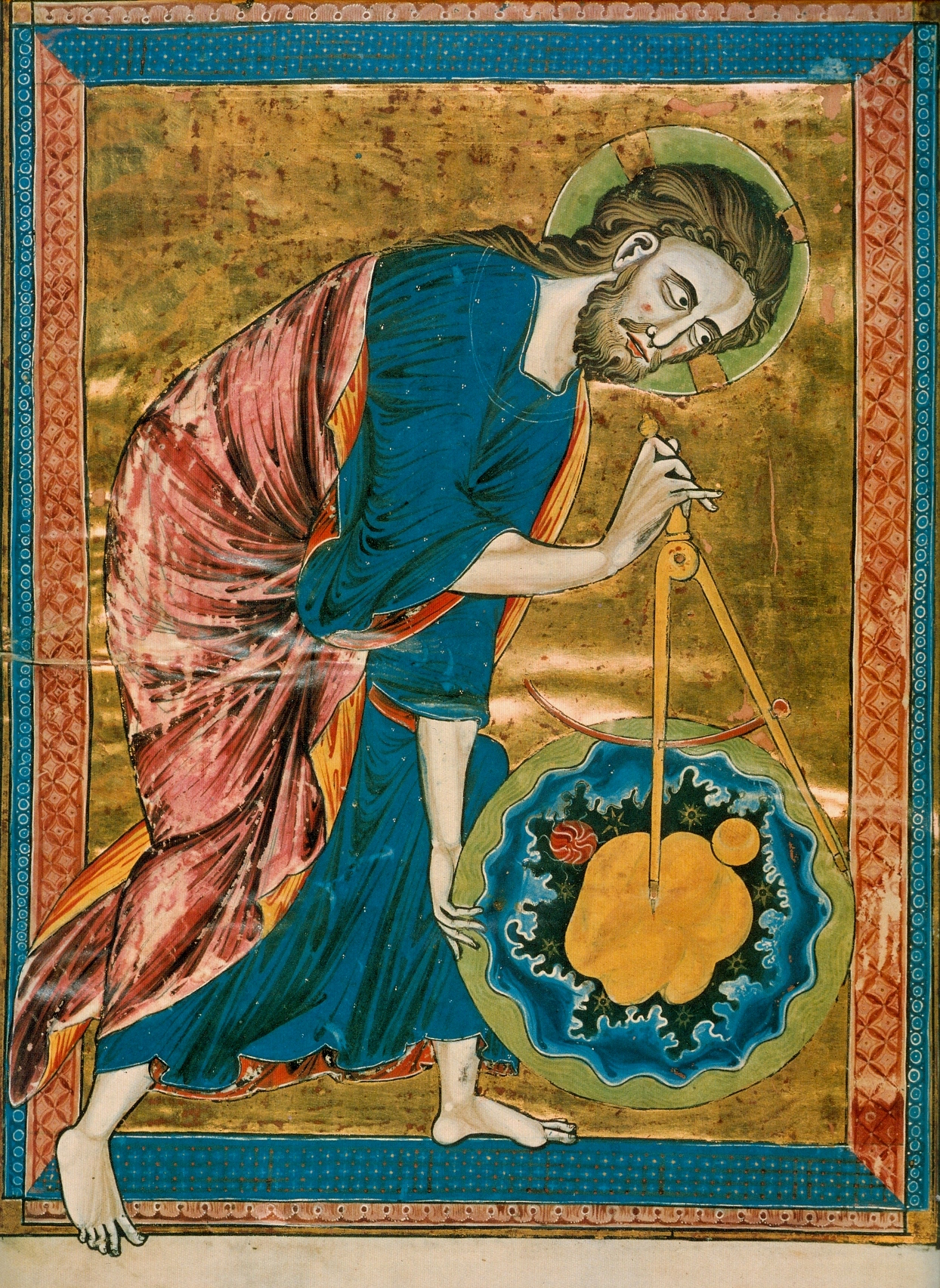
Dieu créant le cosmos. Bible moralisée de Vienne, manuscrit français, vers 1215-1230.

La cosmologie biblique est la conception biblique du cosmos en tant qu'entité organisée et structurée, ayant une origine, un ordre, un sens et un destin,. La Bible a été constituée au cours de nombreux siècles par plusieurs auteurs, et reflète l'évolution de la croyance religieuse ; par conséquent, sa cosmologie n'est pas toujours uniforme,. Les textes Bibliques ne représentent pas nécessairement les convictions de tous les Juifs ou Chrétiens de l'époque ou ils ont été mis par écrit : la majorité des textes qui forment la Bible hébraïque ou l'Ancien Testament en particulier, représentent les croyances d'un petit segment d'une ancienne communauté israélite, les membres d'une tradition religieuse tardive de Judée basée à Jérusalem, et exclusivement consacrée au culte de Yahvé.
Les anciens Israélites envisageaient un univers composé d'une terre plate en forme de disque flottant sur l'eau, les cieux au-dessus, l'au-delà en-dessous. Les humains habitaient la Terre au cours de leur vie et l'au-delà après la mort — qui était un endroit moralement neutre. Ce n'est qu'à l'époque hellénistique (v. 330 avant notre ère) que les Juifs commencent à adopter l'idée grecque d'un lieu de punition pour les mauvaises actions, et d'un paradis pour les vertueux. Dans cette période également, l'ancienne cosmologie à trois niveaux fut dans une large mesure abandonnée pour le concept grec d'une terre sphérique suspendue dans l'espace, au centre de plusieurs sphères concentriques.
Les premiers mots du récit de la création dans la Genèse (Genèse 1:1-26) résument la façon dont le cosmos aurait été conçu : « au commencement, Dieu créa les cieux et la terre ; Yahweh, le Dieu d'Israël, était le seul responsable de la création et n'avait pas de rivaux ».
Plus tard les penseurs juifs, en adoptant les idées de la philosophie grecque, conclurent que la Sagesse de Dieu, sa Parole et son Esprit ont pénétré toutes choses et leur ont donné une unité. Le christianisme à son tour adopta ces idées et identifia Jésus à la parole créatrice : « au commencement était la Parole, et la Parole était avec Dieu, et la Parole était Dieu » (Jean 1:1).

## La cosmogonie (les origines du cosmos)

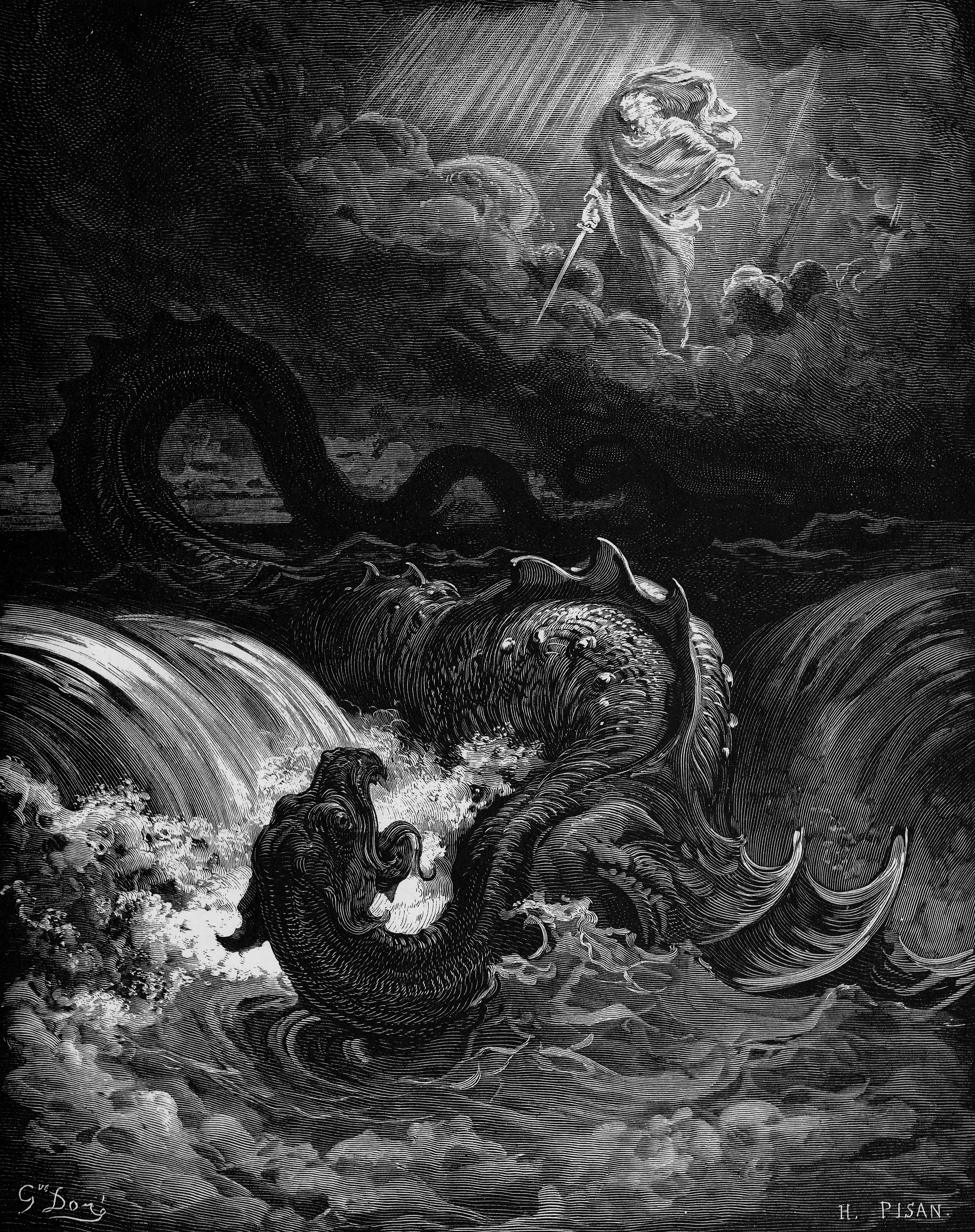
La Destruction de Léviathan, Gustave Doré, (1865).

### Bataille divine contre discours divin
Deux modèles différents du processus de création existaient dans l'ancien Israël.
Dans le modèle du logos (discours), Dieu parle et crée l'ordre et l'existence à partir d'une matière dormante. (Psaume 33 : « Les cieux ont été faits par la parole de l’Éternel, Et toute leur armée par le souffle de sa bouche ; Il amoncelle en un tas les eaux de la mer, Il met dans des réservoirs les abîmes. »)
Dans le second modèle, l’agon (lutte), Dieu bataille contre les monstres marins au début du monde, afin de marquer sa souveraineté et sa puissance. Le psaume 74 évoque le modèle de l'agon : il s'ouvre avec une complainte sur le peuple que Dieu abandonne et leurs tribulations, puis lui demande de se souvenir de ses actes passés : « Tu as fendu la mer par ta puissance, Tu as brisé les têtes des monstres sur les eaux, Tu as brisé les têtes du Léviathan, tu l'as donné en viande au peuple des habitants des déserts... » Dans cette vision du monde, les mers sont les forces primordiales du désordre, et le travail de création est précédé par un combat divin (ou théomachie).
La création dans le modèle de l’agon suit l'intrigue suivante :
- (1) Dieu en tant que guerrier divin combat les monstres du chaos, qui comprennent la Mer, la Mort, le Tannin et Leviathan ;
- (2) le monde de la Nature se joint à la bataille et les monstres du Chaos sont vaincus ;
- (3) Dieu est intronisé sur une montagne sacrée, entouré de quelques divinités ;
- (4) Il parle, et la nature fait naître le monde créé[14], ou pour les Grecs, le cosmos.

Ce mythe a été repris plus tard par la littérature apocalyptique juive et chrétienne et le projette dans l'avenir, de sorte que la bataille cosmique devient l'acte décisif de la fin de l'histoire du monde : ainsi, le Livre de l'Apocalypse (fin du Ier siècle de notre ère) raconte comment, après la victoire finale de Dieu sur les monstres marins, de nouveaux Cieux et une nouvelle Terre seront inaugurés dans un cosmos dans lequel il n'y aura « plus de mer » (Apocalypse 21:1).
Le récit de création de la Genèse (Genèse 1) est la quintessence du mythe du logos. Comme l'agon, il commence avec les ténèbres et un océan incréé primordial: Dieu sépare et retient les eaux, mais il ne les crée pas à partir de rien. Dieu initie chaque acte créatif avec un mot parlé (« Dieu dit : qu'il y ait... »), et finalise en donnant un nom. La Création par la parole n'est pas propre à l'Ancien Testament : il n'est pas souligné dans la pensée mésopotamienne cosmologique, mais fut important dans certaines traditions Égyptiennes. Il y a cependant une différence entre les mythologies du logos hébraïques et égyptiennes : dans la Genèse, la parole divine de l'Élohim est un acte de « fabrication » ; la parole du dieu créateur égyptien, en revanche, est une activation quasi-magique de quelque chose d'inhérent à la pré-création.[réf. nécessaire]

### Dieu, la Sagesse, la Torah et le Christ
Dans le monde antique, les choses n'existaient pas jusqu'à ce qu'elles soient nommées : « Le nom d'un être vivant ou un objet était... l'essence même de ce qui a été défini, et prononcer un nom servait à créer ce qui était dit ». L'Ancien Testament pré-Exilique (586 avant J.-C.) ne permet aucun égal à Yahweh dans les cieux, en dépit de l'existence d'une assemblée de serviteurs divins qui l'ont aidé à prendre des décisions pour le ciel et la terre. Les auteurs post-Exiliques de la tradition de la Sagesse (par exemple, le Livre des Proverbes, le Cantique des Cantiques, etc.) ont développé l'idée que la Sagesse, plus tard identifiée avec la Torah, existait avant la création et fut utilisée par Dieu pour créer l'univers : « Présente depuis le début, la Sagesse assume le rôle de maître constructeur, tandis que Dieu établit les cieux, restreint les eaux chaotiques, forme les montagnes et les champs ». Empruntant les idées des philosophes grecs qui soutenaient que la raison liait l'univers ensemble, la tradition de la Sagesse enseigne que la Sagesse de Dieu, sa Parole et son Esprit sont la base de l'unité cosmique. Le christianisme a à son tour adopté ces idées et les a appliquées à Jésus : l'Épître aux Colossiens appelle Jésus « ...l'image du Dieu invisible, premier-né de toute la création... », tandis que l'Évangile de Jean l'identifie avec la parole créatrice (« au commencement était la parole, et la Parole était avec Dieu, et la Parole était Dieu »).

## Cosmographie (la forme et la structure du cosmos)

Le cosmos de l'Ancien Testament.

### Les cieux, la terre et le monde souterrain
La Torah imaginait un monde en trois parties, avec les cieux (shamayim) au-dessus, la terre (eres) au milieu, et le monde souterrain (shéol) dessous. Après le IVe siècle av. J.-C., ce concept fut peu à peu remplacé par le principe cosmologie scientifique grec d'une terre sphérique entourée par de multiples cieux concentriques.

### L'océan cosmique
Le monde des cieux, de la terre et des enfers flottait dans le Tehom, l'océan cosmique, qui couvrait la terre jusqu'à ce que Dieu ait créé le firmament afin de le diviser en parties supérieure et inférieure et de révéler la terre sèche. Depuis, le monde est protégé de l'océan cosmique par le dôme massif du firmament.
Le tehom est, ou était, hostile à Dieu : il chercha à le confronter au début du monde (Psaume 104:6 et suivants) puis s'est enfui de la terre à son approche (Jérémie 5:22 et Job 38:8-10). La mer cosmique est la demeure des monstres que Dieu combat : « Par sa puissance, il a calmé la mer, par sa compréhension, il frappa Rahab! » (Job 26:12f). (Rahab est un monstre marin exclusivement hébraïque ; d'autres, comme le Léviathan et le tanin, ou les dragons, se trouvent dans les textes Ougaritiques. Il n'est pas clairement expliqué s'ils sont identiques à la Mer ou s'ils sont ses alliés). La « mer de bronze », représentée dans le parvis du Temple de Jérusalem correspond probablement à la « mer » des temples babyloniens, représentant l’apsu, l'océan cosmique.
Dans le Nouveau Testament le triomphe de Jésus sur la mer orageuse montre la divinité conquérante submergeant les forces du chaos : un simple mot de Fils de Dieu immobilise l'ennemi (Marc 4:35-41), qu'il piétine ensuite, (Jésus marchant sur l'eau (Marc 6:45, 47 à 51). Dans l'Apocalypse, où l'Archange Michael expulse le dragon (Satan) du ciel (« Et la guerre éclata dans le ciel, quand Michel et ses anges attaquèrent le dragon... » (Apocalypse 12:7). Le motif peut être retrouvé dans le Léviathan d 'Israël et dans Tiamat, l'océan du chaos dans le mythe Babylonien, plus tard identifié avec Satan, via une interprétation du serpent dans le jardin d'Eden.

### Cieux

#### Forme et structure

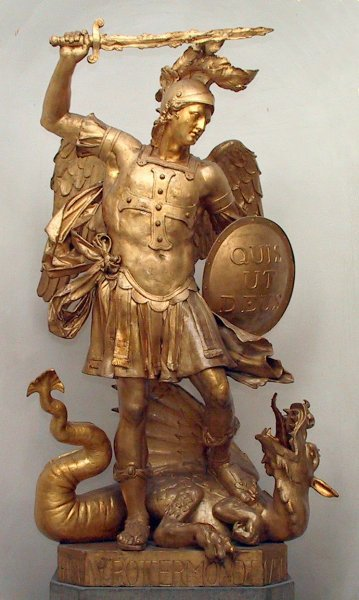
L'Archange Michel, un des êtres divins qui assistent Dieu dans le ciel, piétinant Satan, le dragon du chaos.

Dans l'Ancien Testament, le mot shamayim représentait à la fois le ciel, l'atmosphère, et le lieu d'habitation de Dieu. Le raqia ou firmament (le ciel visible) était un bol solide inversé au-dessus de la terre, de couleur bleu céleste au-dessus de l'océan. La pluie, la neige, le vent et la grêle ont été conservés dans des entrepôts à l'extérieur de la raqia, qui avait des « fenêtres » afin de les laisser passer. Les eaux du Déluge sont passées quand les « fenêtres du ciel » ont été ouvertes. Le Ciel s'étendait vers le bas et rejoignait les bords les plus éloignées de la Terre (par exemple, Deutéronome 4:32). L'homme qui regardait le ciel depuis la terre voyait le sol des Cieux, fait de lapis-lazuli bleu clair (Exode 24:9-10), tout comme le trône de Dieu (Ézéchiel 1:26).
Grammaticalement, le mot shamayim peut être soit double (deux) ou au pluriel (plus de deux), sans écarter le singulier (un). Par conséquent, il n'est pas clair s'il y avait un, deux, ou plus de ciels dans l'Ancien Testament. Il n'y en avait probablement qu'un, les phrases comme « les cieux des cieux » étant destinées à souligner l'immensité du royaume de Dieu.
Les Babyloniens avaient une idée plus complexe du ciel, et au cours de l'exil Babylonien (VIe siècle avant notre ère) l'influence de la cosmologie Babylonienne conduisit à l'idée d'une pluralité des cieux parmi les Juifs. Cela a continué dans le Nouveau Testament : l'Apocalypse n'a apparemment qu'un seul ciel, mais l'Épître aux Hébreux et les épîtres aux Colossiens et aux Éphésiens en ont plus d'un, même si elles ne précisent pas combien. L'apôtre Paul nous parle de sa visite au troisième ciel, l'endroit, selon la pensée contemporaine, où se trouve le jardin de Paradis.

#### Dieu et les êtres célestes
Israël et la Judée, à l'instar d'autres royaumes Cananéens,avaient à l'origine un panthéon de dieux. Le chef de l'ancien panthéon Cananéen était le dieu El, mais au fil du temps Yahweh l'a remplacé en tant que le dieu national et les deux ont fusionné (« Yahvé-El, créateur du ciel et de la terre » ― Genèse 14:22). Les dieux restants sont désormais soumis à Yahvé: « Qui dans le ciel est comparable à Yahvé, comme Yahvé parmi les êtres divins ? Un dieu redoutable dans l'assemblée des êtres divins...? » (Psaume 89:6-9). Dans le Livre de Job, le Conseil des Cieux, les Fils de Dieu (bene elohim) se rencontrent dans le ciel afin d'examiner les évènements sur terre et de décider du destin de Job. L'un d'eux est « le Satan », littéralement « l'accusateur », qui se déplace sur Terre comme un espion perse impérial, (Job date de la période de l'empire perse), qui teste et fait des rapports sur la loyauté des hommes à Dieu.
Les corps célestes (Milice céleste, le Soleil, la Lune et les étoiles) ont été adorés comme des divinités, une pratique désapprouvée par la Bible et au sujet de laquelle Job proteste de son innocence : « Si j'ai regardé le Soleil quand il brillait, la Lune... et que ma bouche ait baisé ma main, ce serait aussi un crime... ». La croyance en la divinité des astres explique un passage dans Josué 10:12, habituellement traduit par « Joshua demandant au soleil et à la lune de rester immobiles », mais dans laquelle Joshua prononce en réalité une incantation pour s'assurer que le dieu-soleil et la déesse-lune, qui ont pris en charge ses ennemis, ne leur fourniraient pas d'oracles.
Dans les premiers textes de l'Ancien Testament, les bene elohim étaient des dieux, mais par la suite devinrent des anges, les messagers (malakim), que Jacob voit monter et descendre d'une « échelle » (en fait une montagne céleste) entre le ciel et la terre. Dans les premières œuvres, les messagers étaient anonymes, mais dans la période du Second Temple (539 avant j.-v. 100 de notre ère), ils commencèrent à recevoir des noms, et devinrent finalement les grands ordres angélique de la chrétienté et du judaïsme. Ainsi, les dieux et les déesses qui étaient autrefois supérieurs ou égaux à Yahweh furent finalement désignés comme ses pairs, des dieux subalternes, et finalement comme des anges à son service.

#### Le paradis et l'âme humaine
Il n'y a pas de concept de l'âme humaine, ou de vie éternelle, dans les parties les plus anciennes de l'Ancien Testament. La Mort est la fin du souffle de vie, ainsi que Dieu souffla dans la poussière (Genèse 2:7), tous les hommes sont confrontés au même sort dans le Shéol, une existence d'ombre sans connaissances et sans émotions (Job 14:13 ; Qoheloth 9:5), Aucun moyen ne permet aux morts d'accéder au ciel. Dans les siècles qui suivirent l'exil Babylonien, une croyance en la vie après la mort et en une rétribution après celle-ci est apparue dans la littérature juive apocalyptique. À peu près au même moment, la Bible fut traduite en grec, et les traducteurs utilisèrent le mot grec paradaisos (Paradis) pour le jardin de Dieu ainsi le Paradis en est venu à être situé dans les cieux.

### La Terre

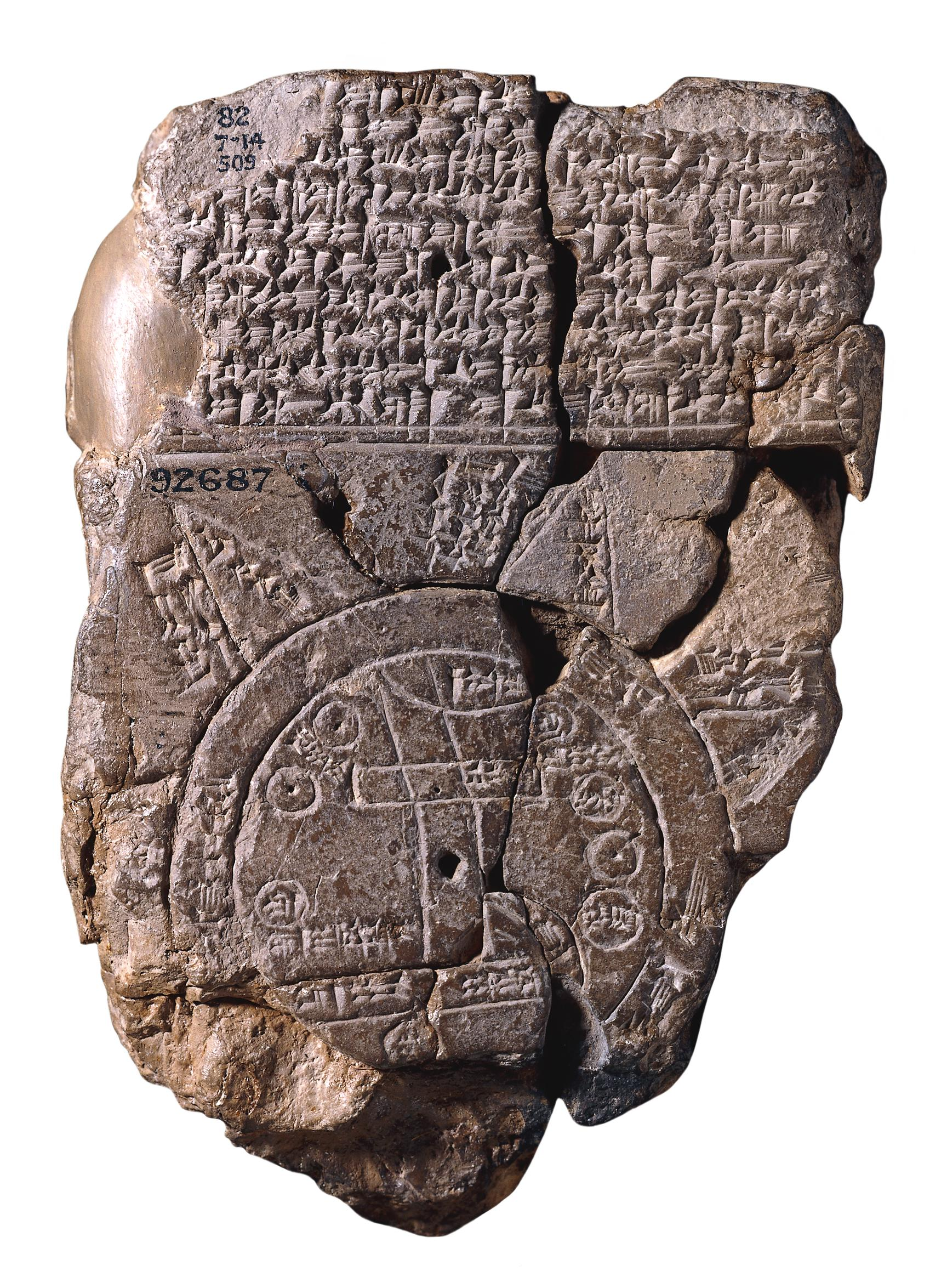
Carte babylonienne du monde (v. 600 avant notre ère). La conception de la Terre dans l'Ancien Testament était très semblable : une Terre plate et circulaire entourée d'un océan mondial, avec des îles ou des montagnes fabuleuses aux extrémités de la Terre.

#### Géographie cosmique
À l'époque de l'Ancien Testament la Terre est le plus souvent considérée comme un disque plat flottant sur l'eau. Le concept était apparemment assez similaire à celui représenté sur une carte Babylonienne datant d'à peu près 600 avant notre ère : un continent circulaire unique délimité par une mer circulaire et au-delà de la mer un certain nombre de triangles équidistants appelés nagu, "régions éloignées", apparemment des îles ou éventuellement des montagnes. L'Ancien Testament localise de même des îles à côté de la Terre ; (Psaume 97:1) ce sont les "extrémités de la Terre", selon Ésaïe 41:5, le bord extrême de l'horizon circulaire de Job (Job 26:10) où la voûte des cieux repose sur les montagnes. D'autres passages de l' A.T. suggèrent que le ciel repose sur des piliers (Psaume 75:3, 1 Samuel 2:8, Job 9:6), sur des fondations (Psaumes 18:7 et 82:5), ou sur un "support" (Psaume 104:5), tandis que le Livre de Job imagine le cosmos comme une vaste tente, avec la terre de son sol et le ciel comme la tente elle-même; à partir des bords du Dieu du ciel suspend la terre sur le "rien", ce qui signifie le vaste Océan, solidement soutenu par être attaché vers le ciel (Job 26:7). Si les moyens techniques par lesquels Yahweh empêche la Terre de sombrer dans les eaux du Chaos ne sont pas explicités, il est néanmoins clair qu'il le fait en vertu de son pouvoir personnel.
L'idée d'une terre sphérique fut développée par les Grecs au VIe siècle av. J.-C., et, à partir IIIe siècle av. J.-C., fut généralement acceptée par les Romains instruits et les Grecs, et même par certains Juifs,. L'auteur de l'Apocalypse, cependant, suppose une terre plate (7:1). La question de savoir si la terre était plate, que les Écritures semblent indiquer, ou sphérique comme les Grecs l'enseignaient, fut un domaine de fréquents désaccords entre les premiers Pères de l'Église.

#### Temples, montagnes, jardins et rivières
Dans la cosmologie de l'ancien Proche-Orient, le dieu-guerrier cosmique, après sa victoire sur les puissances du chaos, aurait créé le monde et construit sa demeure terrestre, le temple. Comme les abysses, les profondeurs étaient le lieu du Chaos et de la Mort. Le temple de Dieu se tenait donc sur la haute montagne. Dans l'ancienne Judée, la "montagne" (en fait un peu plus qu'une colline) et l'emplacement du Temple était Sion (Jérusalem), le nombril et le centre du monde (Ézéchiel 5:5 et 38:12). Les Psaumes décrivent Dieu trônant au-dessus du Déluge (cosmique de la mer) dans son palais céleste (Psaume 29:10), le roi éternel qui « forme avec les eaux le faîte de sa demeure »(Psaume 104:3). Le Pentateuque Samaritain identifie cette montagne comme le Mont Garizim, que le Nouveau Testament reconnaît également (Jean 4:20). Cette image rappelle le dieu mésopotamien Ea, qui place son trône sur l'Apsu, et le dieu Cananéen El, décrit dans le cycle de Baal comme ayant son palais sur une montagne cosmique dont jaillirait la source de l'océan primordial.
L'endroit ou se rejoignent les royaumes célestes et terrestres est dépeint comme le "jardin de Dieu" terrestre, associé avec le temple et le palais royal. Ézéchiel 28:12-19 place cet endroit dans le jardin d'Eden, sur la montagne des dieux; dans la Genèse 2-3 Eden est plus vague, tout simplement loin vers l'est, mais il y a une forte suggestion de jardin rattaché à un temple ou un palais. À Jérusalem le Temple terrestre était décoré par des motifs représentant le cosmos et le Jardin. Comme d'autres anciens temples du proche-orient, ses trois sections recomposent le microcosme symbolique. On arrive par la cour extérieure (le monde visible de la terre et de la mer), on traverse le Lieu Saint (le visible, le ciel et le jardin de Dieu) pour arriver au Saint des Saints (l'invisible dans le ciel de Dieu). L'image de La montagne cosmique et du jardin d'Ézéchiel réapparaît dans le Livre de l'Apocalypse, appliquée à la Jérusalem, aux murs ornés de pierres précieuses, ou coule le « fleuve de l'eau de la vie » (Apocalypse 22:1-2).
Un flux d'eau souterraine (océan souterrain d'eau douce ?) fertilise l'Éden avant de se diviser en quatre rivières qui traversent l'ensemble de la terre (Genèse 2:5-6) ; dans Ézéchiel 47:1-12 (voir le Temple d'Ézéchiel) et d'autres prophètes, le flot issu du Temple lui-même, fait fleurir le désert, et transforme les eaux salées de la Mer Morte en eaux fraîches. Pourtant, les eaux souterraines sont ambiguës : elles sont sources de la vie en donnant des cours d'eau, mais également associées à la mort (Jérémie 2:6 et Job 38:16-17 décrivent la route vers le Shéol comme traversant les eaux et disent que ses portes sont situées au pied des montagnes sous-marines).

### L'Au-delà

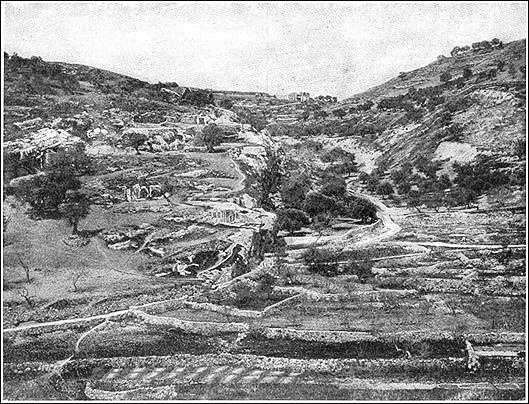
La vallée de Hinnom (ou la Géhenne), v. 1900. Ancien site de sacrifices d'enfants et lieu d'exécution des criminels, Jérémie a prophétisé qu'elle deviendrait une « vallée de massacre » et lieu de sépulture. Plus tard dans la littérature, il fut confondu avec une nouvelle idée de l'Enfer, comme un lieu où les méchants seraient punis.

#### Le Sheol et l'Ancien Testament
Sous terre se trouve le Shéol, la demeure des rephaïm (nuances), Il n'est pas clairement dit si tous les morts deviennent des rephaïms, ou seulement les "grands morts" (comparer Psaume 88:10 avec Ésaïe 14:9 et 26:14). Certains passages de la Bible déclarent que Dieu n'est pas présent dans le monde des morts : « Dans la mort il n'y a pas de souvenir de Toi, dans le Shéol qui Te donnera la grâce ? » (Psaume 6). D'autres impliquent que les morts eux-mêmes sont dans un certain sens, semi-divins, comme l'ombre du prophète Samuel, qui est appelé elohim, le même mot qui est utilisé pour Dieu et les dieux. D'autres passages encore font état de la puissance de Dieu sur le Shéol comme sur le reste de sa création : « S'ils (les méchants) pénètrent jusqu'au Shéol, ma main les en retirera.... » (Amos 9:2).

#### Période intertestamentaire
Le Shéol de l'Ancien Testament est tout simplement la demeure de tous les morts, bons et mauvais. Durant la période Hellénistique, les Juifs d'Égypte parlant le grec, peut-être sous l'influence de la pensée grecque, en sont venus à croire que les bons ne mouraient pas, mais allaient directement à Dieu, tandis que les méchants mouraient vraiment et allaient au royaume d'Hadès, dieu des enfers, où ils souffraient des tourments. Le Livre d'Hénoch, datant de la période entre l'Ancien et le Nouveau Testament, sépare les morts en une caverne bien éclairée pour les justes et une caverne sombre pour les méchants. Dans le Nouveau Testament, la parabole du riche et de Lazare reflète l'idée que les méchants commencent leur peine dans l'Hadès immédiatement après leur mort.

#### Satan et la fin des temps
L'Hadès du Nouveau Testament est un lieu temporaire, uniquement utilisé jusqu'à la fin des temps, lorsque ses habitants seront jetés dans la fosse de la Géhenne ou le Lac de Feu (Apocalypse 20:10-14). Ce lac est soit souterrain, soit ira sous terre quand la "nouvelle terre" émergera. Satan n'habite ni ne supervise le monde souterrain – son domaine d'activité est le monde des humains - et existe seulement pour être jeté au feu à la fin des temps. Il apparaît tout au long de l'Ancien Testament, non pas comme l'ennemi de Dieu, mais comme son ministre, une sorte de Procureur-Général disposant de pouvoirs disciplinaires, comme dans le Livre de Job. C'est seulement avec le début des Pères de l'Église qu'il a été identifié comme le Serpent du Jardin d'Éden et devint considéré comme un rebelle à l'encontre de Dieu, cherchant à contrecarrer le plan divin pour l'humanité.